# Expo 2027
A Expo 2027 (em sérvio: ЕКСПО 2027/EKSPO 2027) é o título provisório para uma exposição especializada reconhecida pelo BIE que será realizada em 2027 em Belgrado, Sérvia. Está programada para começar em 15 de maio de 2027 e terminar em 15 de agosto de 2027. Esta será a primeira exposição mundial a ser realizada na antiga Iugoslávia.